# 18458 Caesar
18458 Caesar este o planetă minoră (asteroid), cu un diametru de 2,425 km, din centura de asteroizi. A fost descoperită pe 5 martie 1995 la Thüringer Landessternwarte Tautenburg⁠(d) de Freimut Börngen și a fost numită după Iulius Cezar. 
Obiectul prezintă o orbită caracterizată de o semiaxă mare de 2,2993343 UAi, o excentricitate de 0,14, o înclinație de 5,8719 ° în raport cu ecliptica.